# Deformazioni craniche artificiali

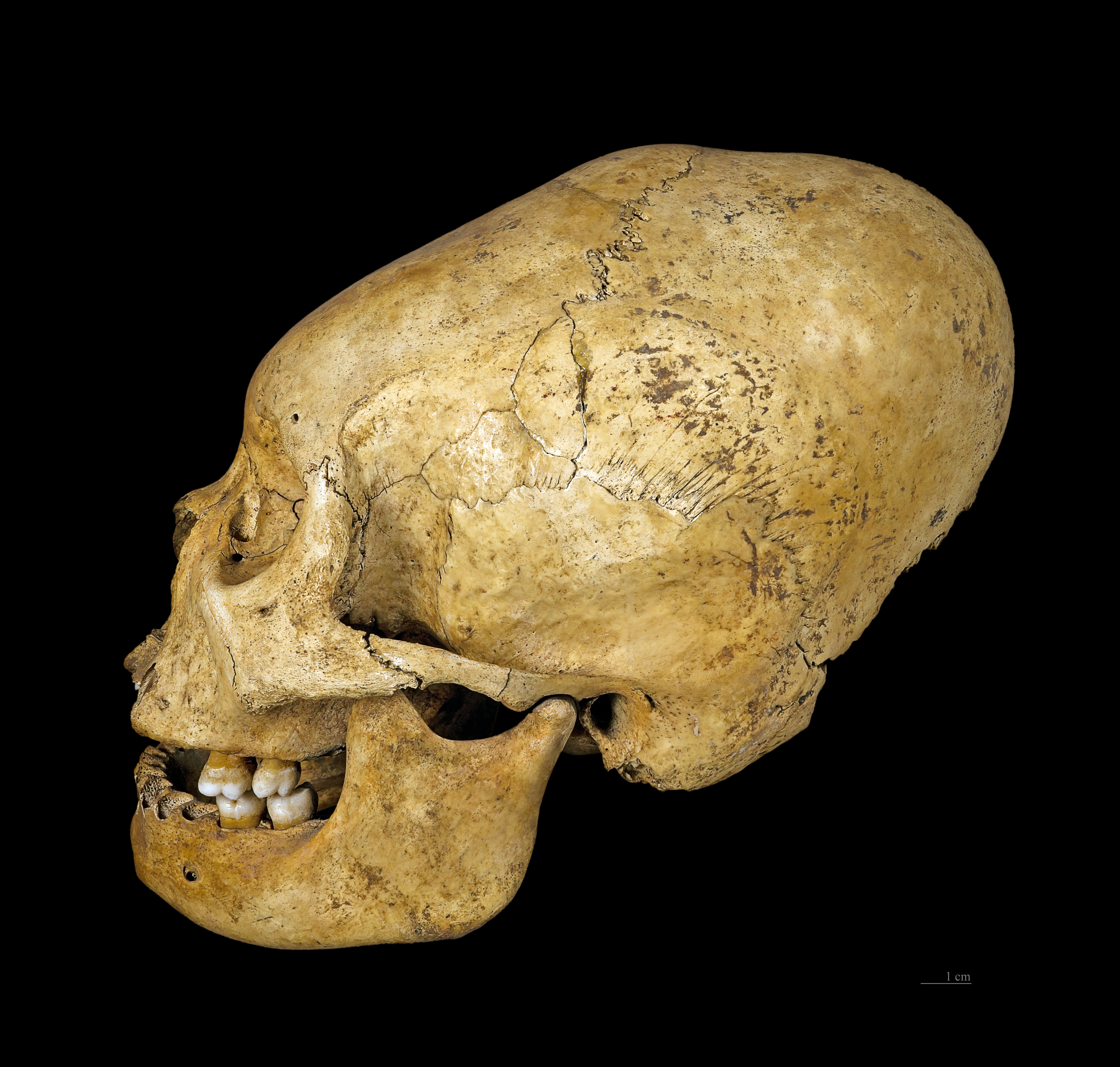
Crani deformati Proto Nazca (200–100 AC circa)

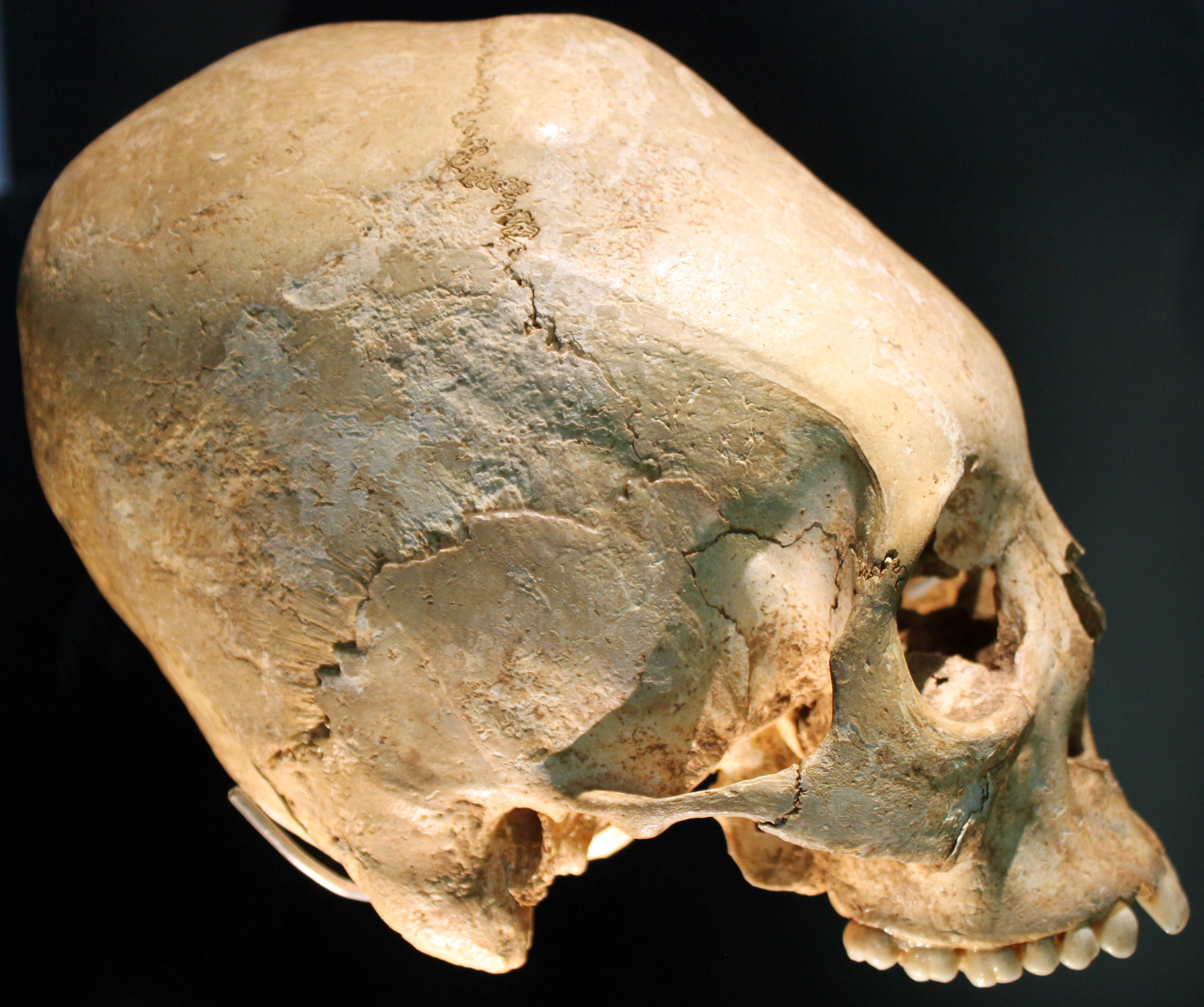
Cranio deformato della cultura Allemanna dei primi del VI secolo, Landesmuseum Württemberg

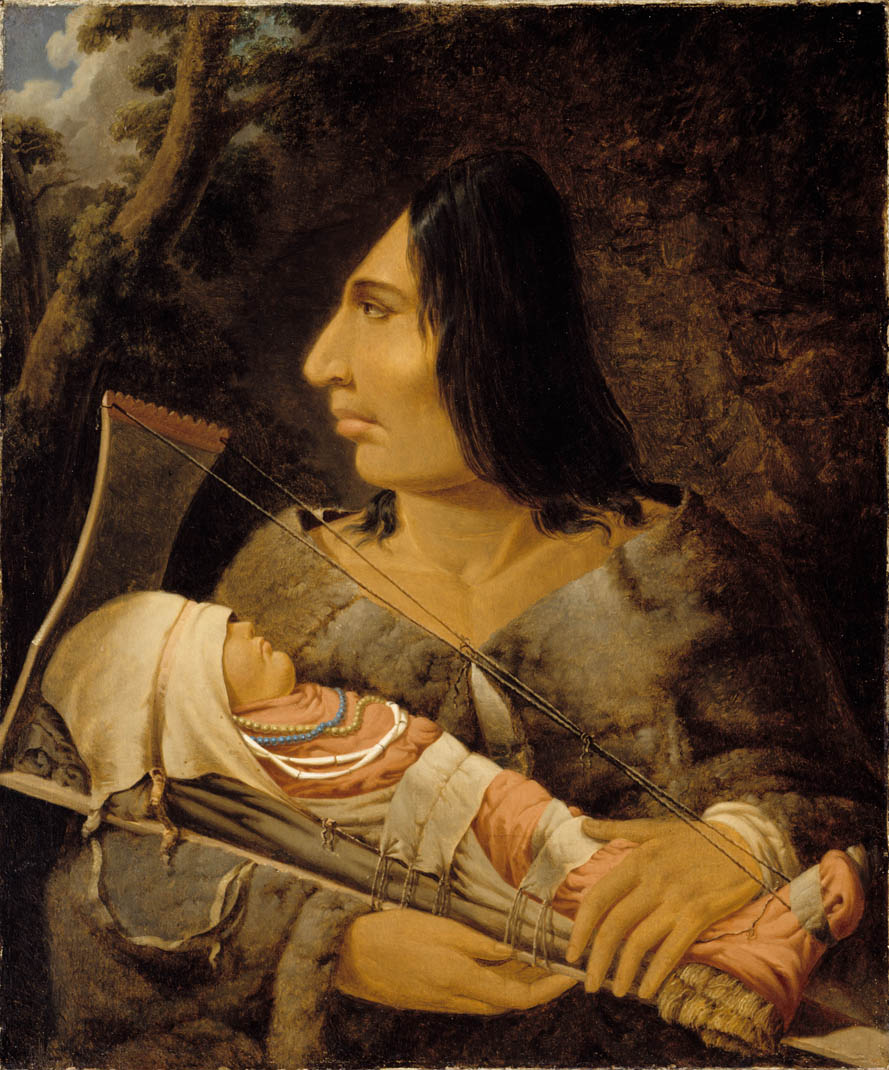
Dipinto di Paul Kane che mostra un bambino Chinookan mentre gli viene appiattito il capo e un adulto che attua il processo

Deformazioni o modificazioni craniche artificiali, appiattimento del capo o legatura del capo sono forme di alterazione del corpo in cui il cranio di un essere umano è deformato intenzionalmente. Sono ottenute alterando il normale sviluppo del cranio di un bambino attraverso l’applicazione di forze esterne. Tra le forme scelte o apprezzate nelle diverse culture vi sono quelle appiattite, quelle allungate (ottenute legando il capo tra due assi di legno), quelle rotonde (ottenute fasciando il capo con tessuti) e quelle coniche. Di regola la procedura è praticata sui lattanti dato che il cranio a quell’età è più plasmabile. Nei casi tipici la fasciatura del capo comincia circa un mese dopo la nascita e continua per circa sei mesi.
La deformazione cranica volontaria è una pratica presente prima della storia scritta. Era praticata comunemente in diverse culture fra loro del tutto distinte sia dal punto di vista geografico che da quello cronologico ed è ancora oggi riscontrabile in alcune aree (ad esempio Vanuatu).
Si ritiene che gli esempi più antichi includano l’Homo sapiens proto-neolitico (nono millennio a.C.) della grotta di Shanidar in Iraq e le popolazioni neolitiche dell’Asia sud-occidentale.
La più antica segnalazione scritta di deformazione cranica è dovuta ad Ippocrate nel 400 a.C. e riguarda i Macrocefali (o Grosse Teste), così denominati per la loro pratica di deformare il cranio.
Nel Vecchio Mondo, gli Unni erano noti per eseguire simili deformazioni craniche, così come le popolazioni conosciute come Alani. Nella tarda antichità (300-600 d.C.) le tribù germaniche orientali sottomesse agli Unni (Gepidi, Ostrogoti, Eruli, Rugi e Burgundi) adottarono questa consuetudine. Nel caso di Longobardi, Burgundi e Turingi questa pratica sembra aver riguardato solo le donne. Tra le tribù germaniche occidentali la deformazione artificiale del cranio è stata riscontrata solo raramente.
La pratica della deformazione del cranio fu introdotta in Battriana e Sogdiana dalle tribù che crearono l'Impero Kusana. Uomini con scheletri con questi caratteri sono rappresentati in varie sculture e fregi di quel periodo a noi pervenuti, ad esempio il principe Kusana di Khalchayan.
In America i Maya, gli Inca ed alcune tribù di nativi nordamericani praticavano questo costume. Nel Nord America la pratica era conosciuta soprattutto tra le tribù Chinookan del nord-ovest e quelle Choctaw del sud-est. Il gruppo di nativi americani noto come Indiani Testa-piatta in realtà non praticavano l'appiattimento del capo, ma erano chiamati così in contrasto con altri popoli Salishan che erano soliti modificare il cranio per far apparire la testa più rotonda. Altre tribù, tra le quali alcune sudorientali come i Choctaw e alcune nordoccidentali come i Chehalis e gli Indiani Nooksack, praticavano l'appiattimento del capo legando la testa del bambino alle culle da spalla.
La consuetudine della deformazione cranica era anche praticata dal popolo Lucaiano delle Bahamas, ed era conosciuta anche tra gli aborigeni australiani.
In Africa i Mangbetu furono notati dagli esploratori europei a causa delle loro teste allungate. Tradizionalmente il capo dei bambini era avvolto strettamente con dei tessuti allo scopo di conferire loro l'aspetto caratteristico. La pratica cominciò a perdersi negli anni 1950.
Friedrich Ratzel segnalò nel 1896 che la deformazione del cranio, sia appiattendolo in senso frontale che allungandolo verso il vertice, era riscontrabile in casi isolati a Tahiti, a Samoa, nelle Hawaii e nel gruppo Paumotu, e che si ritrovava più spesso a Mallicollo, nelle Nuove Ebridi, (oggi Malakula, Vanuatu), dove il cranio era schiacciato fino a forme straordinariamente piatte.
In Europa l'abitudine di schiacciare il capo dei bambini, sebbene tendesse a svanire nel tempo, era ancora esistente nel XX secolo in Francia ed era riscontrabile anche in forme isolate nella Russia Occidentale, nel Caucaso e in Scandinavia.
Le ragioni per le quali il capo veniva modellato variavano nel tempo: da motivi estetici a teorie pseudoscientifiche circa la capacità del cervello di trattenere certi tipi di pensieri a seconda della sua forma. Nella regione di Toulouse (Francia) queste deformazioni craniche persistettero in forma sporadica fino agli inizi del XX secolo; tuttavia più che essere prodotte intenzionalmente, come in alcune culture europee più antiche, le deformazioni di Toulouse sembra fossero il risultato non voluto di un'antica pratica medica comune tra i contadini francesi nota come bandeau, con la quale la testa del bambino era avvolta strettamente e ovattata allo scopo di proteggerlo da urti ed incidenti subito dopo la nascita. In effetti risulta che molti dei recenti osservatori moderni delle deformazioni manifestassero compassione per questi bambini di contadini, che essi ritenevano aver avuto un danno intellettuale a causa della persistenza delle vecchie tradizioni europee.
La deformazione di solito comincia subito dopo la nascita e continua per un paio d'anni successivi fino a che non si raggiunge la forma desiderata o il bambino non rifiuta il dispositivo.
Non esiste una classificazione ampiamente accettata riguardo ai sistemi di deformazione cranica e molti scienziati hanno sviluppato un loro proprio sistema di classificazione senza trovare un accordo su un singolo sistema che renda conto di tutte le forme osservate. Un esempio di sistema individuale è quello di E. V. Žirov che negli anni quaranta del 1900 ha descritto tre tipi principali di deformazione cranica artificiale: rotonda, fronto-occipitale e sagittale - per i casi relativi all'Europa e all'Asia.
Una teoria moderna è che la deformazione cranica era praticata probabilmente per manifestare l'appartenenza ad un gruppo o per dimostrare uno stato sociale. Tali motivazioni possono aver giocato un ruolo cruciale nella società Maya, con l'obiettivo di creare una forma del cranio che fosse esteticamente più piacevole e associata ad attributi culturali accattivanti. Per esempio, nelle aree dell'Isola Tomman in cui si parla Nahai e nel Malakulan Sud-Sud-Occidentale (Australasia) si ritiene che una persona con la testa allungata sia più intelligente, di stato più elevato e più vicina al mondo degli spiriti.
Storicamente ci sono state numerose teorie riguardo alle motivazioni di queste pratiche. È stata anche considerata l'ipotesi che la pratica della deformazione cranica abbia tratto origine dal tentativo di imitare quei gruppi della popolazione in cui la forma allungata del capo era una condizione naturale. I crani di alcuni antichi Egizi sono tra quelli identificati come naturalmente allungati e la macrocefalia può essere una caratteristica familiare. Per esempio Rivero e Tschudi descrivono una mummia che contiene un feto con un cranio allungato, con queste parole:
"La stessa conformazione (cioè assenza di segni di pressione artificiale) del capo si presenta in bambini ancora non nati. E della veridicità di questo abbiamo avuto prova certa osservando un feto accolto nell'utero di una mummia di una donna gravida, che abbiamo trovato in una grotta di Huichay, a due leghe di distanza da Tarma, e che attualmente si trova nella nostra collezione. Il professor D'Outrepont, di chiara fama nel campo dell'ostetricia, ci ha assicurato che il feto ha sei mesi di età gestazionale. Appartiene, secondo la conformazione del cranio molto ben delineata, alla tribù degli Huancas. Mostriamo al lettore un disegno di questa conclusiva ed interessante prova, in opposizione a coloro che sostengono che le azioni meccaniche siano le sole ed esclusive cause della conformazione cranica della razza Peruviana".
P. F. Bellamy fa una osservazione simile a proposito di due crani allungati di bambini che erano stati scoperti e portati in Inghilterra da un "Capitano Blankley" e poi ceduti al Museo del Devon e alla Società di Storia Naturale della Cornovaglia nel 1838. Secondo Bellamy questi crani appartenevano a due bambini, maschio e femmina, "uno dei quali non aveva più di pochi mesi e l'altro non poteva avere molto più di un anno". Egli scrive:
"Era chiaro dal profilo generale di questi crani che essi erano collegati a quelli del Museo del Collegio dei Chirurghi a Londra, denominati Titicacan. Di solito si riteneva che quei crani adulti fossero stati deformati per effetto della pressione; ma in contrasto con questa teoria il dott. Graves ha affermato che 'un accurato esame lo ha convinto che la loro forma particolare non può essere dovuta ad una pressione artificiale". A sostegno della sua opinione possiamo sottolineare che queste peculiarità sono tanto sviluppate nel bambino come nell'adulto, ed anzi, tra i due campioni ora in esame, più nel bambino più piccolo che in quello più grande. Questa opinione è sensibilmente rafforzata dalla lunghezza relativamente grande delle ossa piatte del cranio; dalla direzione del piatto dell'osso occipitale, che non si ripiega verso l'alto, ma si dispone sulla parte inferiore del cranio; e inoltre dall'assenza di segni di pressione dato che non c'è innalzamento del vertice, né protrusione su uno dei due lati; e dal fatto che non vi sono strumenti o dispositivi meccanici idonei a produrre un'alterazione della forma (come quella che questi crani presentano) rinvenuti in connessione ad essi".
Non c'è differenza statisticamente significativa di capacità cranica tra i crani artificialmente deformati e quelli normali tra i campioni Peruviani.